# Komorernas flagga
Komorernas flagga har fyra horisontella i gult, vitt, rött och blå och en grön triangel vid den inre kanten. I triangeln finns en vit halvmåne och fyra vita, femuddiga stjärnor. Flaggan antogs av Komorerna på nyårsafton 2001 och har proportionerna 3:5.

## Symbolik
Både de horisontella banden och stjärnorna representerar landets fyra huvudöar: Mohéli, Njazidja, Ndzuwani och Mayotte. Den sistnämnda ön är fortfarande Frankrike, men Komorerna gör anspråk på den. Halvmånen, stjärnorna och den gröna färgen är traditionella symboler för islam.

## Färger
| Schema  | Grön       | Gul        | Vit         | Röd        | Blå        |
| ------- | ---------- | ---------- | ----------- | ---------- | ---------- |
| Pantone | 363        | 127        | Safe        | 186        | 285        |
| RGB     | 61·142·51  | 255·198·30 | 255·255·255 | 206·17·38  | 58·117·196 |
| HTML    | #3D8E33    | #FFC61E    | #FFFFFF     | #CE1126    | #3A75C4    |
| CMYK    | 57-0-54-44 | 0-22-88-0  | 0-0-0-0     | 0-92-82-15 | 70-40-0-23 |

## Historik
Flaggan bygger på den tidigare röda flaggan från självständigheten, som skulle symbolisera örepublikens socialistiska ideologi. Den flaggan ersattes 1978 med en helgrön flagga med samma vita halvmåne och fyra vita stjärnor som finns i den nuvarande flaggan. Vid en ändring av författningen 1996 lade man till två inskriptioner på arabiska i övre yttre och nedre inre hörnet. Den ena inskriptionen stod för Muhammed och den andra för Allah. Vid årsskiftet 2001/2002 införde Komorerna en ny författning med större självständighet för de öar som ingår i statsbildningen, och i samband med detta bytte man även ut flaggan.

### Tidigare flaggor
Mellan 1978 och 2001 var Komorernas flagga helt grön med halvmånen och de fyra stjärnorna. Flaggan förekom i ett flertal varianter, bland annat med skriften "Allah" och "Muhammed" i vitt. Mellan 1975 och 1978 var flaggan tvådelad i rött och grönt med halvmånen i kantonen.

1975-1978
1978-1992
1992-1996
1996-2001